# Opper-Lausitzs voetbalkampioenschap 1920/21 (Zuidoost-Duitsland)
In 1920/21 werd het zesde Opper-Lausitzs voetbalkampioenschap gespeeld, dat georganiseerd werd door de Zuidoost-Duitse voetbalbond. 
STC Görlitz werd kampioen en plaatste zich voor de Zuidoost-Duitse eindronde. De club verloor meteen met 6:1 van Vereinigte Breslauer Sportfreunde. 

## 1. Klasse

### Gau Görlitz
| Plaats | Club                      | Wed. | W | G | V | Saldo | Ptn  |
| ------ | ------------------------- | ---- | - | - | - | ----- | ---- |
| 1.     | STC Görlitz 06            | 7    | 6 | 1 | 0 | 30:4  | 13:1 |
| 2.     | SVgg Gelb-Weiß Görlitz    | 7    | 4 | 2 | 1 | 27:9  | 10:4 |
| 3.     | STC Görlitz 06 II         | 7    | 2 | 0 | 5 | 7:32  | 4:10 |
| 4.     | SC Niesky 08              | 5    | 1 | 1 | 3 | 5:16  | 3:7  |
| 5.     | SVgg Gelb-Weiß Görlitz II | 6    | 1 | 0 | 5 | 4:12  | 2:10 |

|  | Geplaatst voor eindronde |
|  | Degradatie               |

### Sagan
| Plaats | Club       | Wed. | W | G | V | Saldo | Ptn |
| ------ | ---------- | ---- | - | - | - | ----- | --- |
| 1.     | Saganer SV |      |   |   |   |       |     |
| 2.     | VfB Sagan  |      |   |   |   |       |     |

|  | Geplaatst voor eindronde |
|  | Degradatie               |

### Hirschberg
Enkel kampioen SC Preußen Bad Warmbrunn is bekend gebleven. 

## Eindronde
| Plaats | Club                          | Wed. | W | G | V | Saldo | Ptn |
| ------ | ----------------------------- | ---- | - | - | - | ----- | --- |
| 1.     | STC Görlitz 06                | 4    | 3 | 1 | 0 | 11:1  | 7:1 |
| 2.     | Saganer SV                    | 4    | 2 | 1 | 1 | 8:6   | 5:3 |
| 3.     | SC Preußen 1912 Bad Warmbrunn | 4    | 0 | 0 | 4 | 3:15  | 0:8 |

|  | Kampioen, geplaatst voor Zuidoost-Duitse eindronde |